# Hyospathe
Hyospathe là một chi thực vật có hoa thuộc họ Arecaceae.

## Các loài
Chi này có các loài sau:
- Hyospathe elegans Mart. 1823.
- Hyospathe frontinensis A.J.Hend. 2004.
- Hyospathe lehmannii
- Hyospathe macrorhachis Burret 1940.
- Hyospathe peruviana A.J.Hend. 2004.